# Wojciech Gerwel
Wojciech Piotr Gerwel (ur. 1 kwietnia 1978 w Gdyni) – polski ekonomista i dyplomata, podsekretarz stanu w MSZ (2022–2023), ambasador RP w Wietnamie (2018–2022).

## Życiorys
W trakcie nauki w III Liceum Ogólnokształcącym w Gdyni uzyskał stypendium w Lester B. Pearson United World College w Victorii (1995–1997). Ukończył studia magisterskie na Wydziale Niemcoznawstwa i Europeistyki w Szkole Służby Zagranicznej Uniwersytetu Georgetown oraz studia licencjackie w dziedzinie ekonomii i politologii na Uniwersytecie Simona Frasera w Vancouver. Studiował też w Instytucie Nauk Politycznych w Paryżu.
Pracował jako analityk w Center for European Policy Analysis w Waszyngtonie, współpracował także z innymi waszyngtońskimi think tankami, w tym z Center for Strategic and International Studies w nadzorowanej przez Zbigniewa Brzezińskiego Komisji do spraw USA Unii Europejskiej i Polski, Center for Governance and Innovation. Jego doświadczenie zawodowe obejmuje również staż w General Motors oraz konsulting dla zrzeszenia siedmiu plemion indiańskich w Kanadzie.
Od 2007 do 2014 pełnił funkcję radcy ekonomicznego w ambasadzie RP w Hanoi. Był także I radcą ds. analiz strategicznych w Departamencie Strategii Polityki Zagranicznej Ministerstwa Spraw Zagranicznych, kierował referatem ds. rynków pozaeuropejskich w Departamencie Współpracy Ekonomicznej oraz piastował stanowisko „fellow” w Centrum Spraw Międzynarodowych im. Weatherheada na Uniwersytecie Harvarda. 18 maja 2018 został mianowany ambasadorem RP w Wietnamie. Listy uwierzytelniające na ręce prezydenta Trần Đại Quang złożył 7 sierpnia 2018.
W 2019, jako ambasador, Gerwel we współpracy z wietnamskimi absolwentami polskich uczelni zorganizował konkurs na tworzenie i rozbudowywanie artykułów o Polsce na wietnamskojęzycznej Wikipedii. W trakcie trzech miesięcy utworzono ich blisko 2000. Zwycięzca, Võ Ka Anh Duy, autor przeszło 800 artykułów, został nagrodzony tygodniową wycieczką do Polski. Podczas analogicznego konkursu w 2020 utworzono przeszło 2000 artykułów, z czego 664 było autorstwa zwyciężczyni, Nguyet Nguyen, która w nagrodę otrzymała 2000 amerykańskich dolarów. W czerwcu 2021 zakończono trzecią edycję konkursu, którego zwycięzca opublikował 355 haseł.
30 listopada 2022 zakończył kadencję na stanowisku ambasadora. 6 grudnia 2022 powołany na stanowisko podsekretarza stanu MSZ ds. współpracy ekonomicznej, Narodów Zjednoczonych oraz polityki azjatyckiej. Kadencję zakończył 13 grudnia 2023. 20 grudnia tego samego roku został doradcą Prezydenta RP Andrzeja Dudy. Wszedł także w skład Rady ds. Bezpieczeństwa i Obronności Narodowej Rady Rozwoju oraz został przewodniczącym Kolegium Prezydenta RP do spraw Polityki Międzynarodowej. 5 sierpnia 2025 zakończył pełnienie funkcji doradcy Prezydenta RP.
Mówi po francusku, angielsku oraz, w mniejszym stopniu, po niemiecku i rosyjsku. Żonaty, ma córkę.

## Odznaczenia
- Krzyż Kawalerski Orderu Odrodzenia Polski (2025)[16]

Zagraniczne
- Order Przyjaźni, Wietnam[4]
- Krzyż Komandorski Orderu „Za zasługi dla Litwy”, Litwa (2023)[17]